# パク・イナン
パク・イナン（朴 仁煥、1945年1月6日 - ）は大韓民国の俳優。忠清北道清原出身。中央大学校演劇映画科卒業。血液型はB型。日本語表記ではパク・インファン、パク・イヌァンの表記もある。

## 来歴
1967年劇団「架橋」に入団し演劇デビュー。テレビデビューは1970年の『壬辰の乱』。1989年の『ワンルン一家』で知名度をあげる。
1991年のMBCドラマ『黎明の瞳』で日本兵の久保田や2004年のMBCドラマ『英雄時代』で簿記講師の吉田先生と日本人を演じたことも。
以後『クッキ』、『商道』、『酒の国』、『太陽に向かって』、『ナイスガイ』等で頑固で無愛想な中にも温かみのある父親･師匠役を演じるが病死・事故死などで途中降板する役が多かった。
日本での知名度をあげたのは主人公を暖かい眼差しで見守った舅役で出演した2005年のMBC日々ドラマ『がんばれ!クムスン』である。
2006年にはKBS週末ドラマ『噂のチル姫』の父親役を演じ、2007年には同じくKBSドラマシティー『醜いお前』で末期癌に侵された妻を殺した男を演じた。
2021年、ドラマ『ナビレラ〜それでも蝶は舞う〜』で主演を務め、77歳にしてバレエダンサーの役に挑戦した。

## 出演作品

### ドラマ
- 壬辰の乱（1970年）
- ワンルン一家（1989年、KBS）
- われらの天国（1990年-1994年、MBC）
- 黎明の瞳（1991年、MBC）
- アスファルトの男（1995年、SBS）
- 恋愛世代（1996年、MBC）
- 野望の伝説（1998年、KBS）
- 真実のために（1998年、MBC）
- Happy Together（1999年、SBS）
- クッキ 〜菊熙〜（1999年、MBC） - サンフンの父･キム･マンボク役
- ワンルンの大地（2000年、SBS）
- 東洋劇場（2001年、KBS）
- 商道（サンド）（2001年-2002年、MBC）
- バッドガールズ（2002年、SBS）
- マイラブ・パッチ（2002年、MBC）
- 酒の国（2003年、SBS）
- 太陽に向かって（2003年、SBS）
- ナイスガイ（2003年、MBC）
- 愛してると云って（2004年、MBC） - ソ･ピルサン役
- 漢江ブルース（2004年-2005年、MBC）
- 英雄時代（2004年-2005年、MBC）
- ラストダンスは私と一緒に（2004年-2005年、SBS）
- 海神（ヘシン）（2004年-2005年、KBS）
- ダイヤモンドの涙（2005年、SBS）
- このろくでなしの愛（2005年、KBS）
- 乾パン先生とこんぺいとう（2005年、SBS）
- がんばれ!クムスン（2005年、MBC） - ノ･ピルド役
- 第5共和国（2005年、MBC） - 鄭昇和役
- 恋人（2006年、SBS）
- 噂のチル姫（2006年、KBS）- ナ･ヤンパル役
- ヨメ全盛時代（2006年-2007年、KBS）
- 淵蓋蘇文（2006年-2007年、SBS） - ヨン･ゲソムンの父、ヨン･テジョ役
- アジュンマが行く（2006年-2007年、KBS）
- ハロー！お嬢さん（2007年、KBS）
- 銭の戦争（2007年、SBS）
- 糟糠の妻クラブ（2007年-2008年、SBS）
- 醜いお前（2007年）
- 愛しの金枝玉葉（2008年-2009年、KBS）
- 怪しい三兄弟（2009年-2010年、KBS）
- エンジョイライフ〜愛がすべて（2009年-2010年、MBC）
- 大丈夫、パパの娘だから（2010年-2011年、SBS）
- 愛を信じます（2011年、KBS）
- 愛情万々歳（2011年-2012年、MBC）
- あなただけよ（2011年-2012年、KBS）
- マイ・ラブリー・ブラザーズ（2012年-2013年、MBC）
- 大切に育てた娘ハナ（2013年-2014年、SBS）
- 伝説の魔女（2014年-2015年、MBC）
- 帰ってきて ダーリン!（2016年、SBS）
- マッド・ドッグ（2017年、KBS）
- 棘と蜜（2017年、MBC）- ポク・ダンジの舅、オ・ハクボン役
- がんばれ！プンサン（2019年、KBS）
- 素晴らしい遺産（2020年、KBS）
- ナビレラ〜それでも蝶は舞う〜（2021年、tvN）- シム・ドクチュル役
- ヒョンジェは美しい（2022年、KBS）- イ・ギョンチョル役

### 映画
- 感染家族　기묘한 가족（2019年）
- キングメーカー 大統領を作った男 - カン・インサン新民党総裁役[3]